# Même un oiseau a besoin de son nid
Pour plus de détails, voir Fiche technique et Distribution.
Même un oiseau a besoin de son nid est un documentaire français réalisé par Vincent Trintignant-Corneau et sorti en 2013.

## Synopsis
Les évictions forcées au Cambodge, provoquées par la politique gouvernementale visant à mettre les terres à la disposition de compagnies privées.

## Fiche technique
- Titre : Même un oiseau a besoin de son nid
- Réalisation : Vincent Trintignant-Corneau
- Scénario : Christine Chansou
- Photographie : Lach Chantha
- Son : Gérard Lamps
- Montage : Jacqueline Mariani
- Musique : Baptiste Trotignon
- Production : Divali Films
- Pays  :  France
- Genre : documentaire
- Durée : 71 minutes
- Date de sortie : France - mars 2013

## Distinctions
- Prix du public du meilleur long métrage documentaire au Festival international de films de femmes de Créteil 2013[1]